# Rasines
Rasines és un municipi de Cantàbria situat en la vall del Asón, en la zona oriental de la regió. La superfície és d'uns 42 km² i limita amb els següents municipis: al nord amb Guriezo, Ampuero i Voto i al sud amb Ruesga, Ramales de la Victoria i Karrantza (Biscaia).

## Localitats
- Casavieja.
- Cereceda.
- El Cerro.
- La Edilla.
- Fresno.
- Helguera.
- Lombera.
- Ojébar.
- Rasines (Capital).
- Rocillo.
- Santa Cruz.
- Torcollano.
- La Vega.
- Villaparte.

## Demografia
| 1900  | 1910  | 1920  | 1930  | 1940  | 1950  | 1960  | 1970  | 1980  | 1990  | 2000 | 2006 |
| ----- | ----- | ----- | ----- | ----- | ----- | ----- | ----- | ----- | ----- | ---- | ---- |
| 1.497 | 1.630 | 1.739 | 1.661 | 1.715 | 1.617 | 1.504 | 1.176 | 1.109 | 1.105 | 963  | 999  |

Font: INE